# Шимановский район
Шимановский райо́н — административно-территориальная единица (район) и муниципальное образование (муниципальный район) в Амурской области России.
Административный центр — город Шимановск (в состав района не входит).

## География
Шимановский район расположен в юго-западной части Амурской области и граничит с Зейским, Магдагачинским, Свободненским, и Мазановским районами области. По реке Амур Шимановский район граничит с КНР. Площадь территории — 14 554 км².
По территории района протекают две крупных реки — Амур (210 км) и Зея (270 км). Район богат полезными ископаемыми.

## История
16 мая 1939 года Указом Президиума Верховного Совета РСФСР в результате разукрупнения Свободненского района был образован Шимановский район (центр — рабочий посёлок Шимановская), в состав которого вошли Беловежский, Мухинский, Петрушинский, Раздольненский, Светильненский, Толмачевский и Чагоянский сельсоветы. В 1975 году Шимановск становится городом областного подчинения.
С 1 января 2006 года в соответствии с Законом Амурской области от 20 июня 2005 года № 12-ОЗ на территории района образованы 14 муниципальных образований (сельских поселений). Законом Амурской области от 4 июня 2012 года № 48-ОЗ Новогеоргиевский, Актайский и Свободнотрудский сельсоветы объединены в Новогеоргиевский сельсовет.
В апреле 2022 года Шимановский район был преобразован в Шимановский муниципальный округ.

## Население
| 1959   | 1970    | 1979  | 1989  | 1990  | 1995  | 2000  |
| ------ | ------- | ----- | ----- | ----- | ----- | ----- |
| 38 721 | ↘28 157 | ↘8691 | ↘8588 | ↘8518 | ↗8892 | ↘7618 |
| 2001   | 2002    | 2003  | 2004  | 2009  | 2010  | 2011  |
| ↘7400  | ↘7275   | ↘7200 | →7200 | ↘6923 | ↘5956 | ↘5904 |
| 2012   | 2013    | 2014  | 2015  | 2016  | 2017  | 2018  |
| ↘5884  | ↗5887   | ↘5826 | ↘5643 | ↘5503 | ↘5364 | ↘5242 |
| 2019   | 2020    | 2021  | 2023  |       |       |       |
| ↘5094  | ↘4922   | ↗5337 | ↘5143 |       |       |       |

## Административное деление
В Шимановский район входят 12 муниципальных образований со статусом сельских поселений:
| №  | Сельское поселение            | Административный центр        | Количество населённых пунктов | Население (чел.) | Площадь (км²) |
| -- | ----------------------------- | ----------------------------- | ----------------------------- | ---------------- | ------------- |
| 1  | Береинский сельсовет          | железнодорожная станция Берея | 1                             | 129              | 358,43        |
| 2  | Малиновский сельсовет         | село Малиновка                | 2                             | 275              | 208,83        |
| 3  | Мухинский сельсовет           | село Мухино                   | 4                             | 1048             | 923,89        |
| 4  | Нововоскресеновский сельсовет | село Нововоскресеновка        | 2                             | 695              | 1108,06       |
| 5  | Новогеоргиевский сельсовет    | село Новогеоргиевка           | 3                             | 595              | 1845,15       |
| 6  | Петрушинский сельсовет        | село Петруши                  | 4                             | 544              | 80717         |
| 7  | Саскалинский сельсовет        | село Саскаль                  | 1                             | 501              | 740,05        |
| 8  | Селетканский сельсовет        | село Селеткан                 | 3                             | 405              | 888,51        |
| 9  | Симоновский сельсовет         | село Симоново                 | 1                             | 134              | 554,70        |
| 10 | Ураловский сельсовет          | село Ураловка                 | 2                             | 193              | 634,03        |
| 11 | Ушаковский сельсовет          | село Ушаково                  | 1                             | 468              | 1278,87       |
| 12 | Чагоянский сельсовет          | село Чагоян                   | 1                             | 350              | 632,00        |

Законом Амурской области от 4 июня 2012 года N 48-ОЗ были упразднены Актайский и Свободнотрудский сельсоветы, влитые в Новогеоргиевский сельсовет.

### Населённые пункты
В Шимановском районе 25 населённых пунктов.
| №  | Населённый пункт  | Муниципальное образование     | Тип нп      | Население нп |
| -- | ----------------- | ----------------------------- | ----------- | ------------ |
| 1  | Актай             | Новогеоргиевский сельсовет    | село        | ↘126         |
| 2  | Аносово           | Нововоскресеновский сельсовет | село        | ↘96          |
| 3  | Базисное          | Петрушинский сельсовет        | село        | ↘110         |
| 4  | Берея             | Береинский сельсовет          | ж/д станция | ↗129         |
| 5  | Джатва            | Селетканский сельсовет        | село        | →4           |
| 6  | Ключевое          | Мухинский сельсовет           | село        | ↘363         |
| 7  | Кухтерин Луг      | Ураловский сельсовет          | село        | ↘17          |
| 8  | Малиновка         | Малиновский сельсовет         | село        | ↘150         |
| 9  | Мухино            | Мухинский сельсовет           | село        | ↘850         |
| 10 | Нововоскресеновка | Нововоскресеновский сельсовет | село        | ↘506         |
| 11 | Новогеоргиевка    | Новогеоргиевский сельсовет    | село        | ↘435         |
| 12 | Переселенец       | Мухинский сельсовет           | ж/д станция | →1           |
| 13 | Петруши           | Петрушинский сельсовет        | село        | ↘404         |
| 14 | Петруши           | Петрушинский сельсовет        | ж/д станция | ↘31          |
| 15 | Раздольное        | Малиновский сельсовет         | село        | →43          |
| 16 | Саскаль           | Саскалинский сельсовет        | село        | ↘501         |
| 17 | Светильное        | Селетканский сельсовет        | село        | ↘97          |
| 18 | Свободный Труд    | Новогеоргиевский сельсовет    | село        | ↘32          |
| 19 | Селеткан          | Селетканский сельсовет        | село        | ↘278         |
| 20 | Симоново          | Симоновский сельсовет         | село        | ↗134         |
| 21 | Случайное         | Петрушинский сельсовет        | село        | →0           |
| 22 | Ураловка          | Ураловский сельсовет          | село        | ↘199         |
| 23 | Ушаково           | Ушаковский сельсовет          | село        | ↘468         |
| 24 | Чагоян            | Чагоянский сельсовет          | село        | ↗350         |

Упразднённые населённые пункты
- 2001 год — посёлок Аяк.
- 2025 год — ж/д станция Ту

## Экономика
В районе развито сельское хозяйство. Животноводство — мясо-молочного направления.

## Интересные факты
- В Шимановском районе расположена одна из главных природных достопримечательность Приамурья — Горящие горы.